# Chloropoea künowoides
Chloropoea künowoides är en fjärilsart som beskrevs av Carpenter 1930. Chloropoea künowoides ingår i släktet Chloropoea och familjen praktfjärilar. Inga underarter finns listade i Catalogue of Life.